# 岳父灭门女婿一家三口案
岳父灭门女婿一家三口案，是一起2019年发生在中华人民共和国四川省成都彭州的故意杀人案，该案造成三人死亡。凶手一审被判处死刑后，在二审改判为死刑缓期两年执行（一般在两年后会减为无期徒刑），引起社会对“废除死刑”、“女权”等问题的讨论。

## 案情
2019年1月10日，邹朔（33岁）及其父亲邹成海（58岁）、母亲杨会芬（57岁）在四川省成都彭州市家中过年时，被邹朔的岳父张志军因“家庭纠纷”，持剔骨刀杀害。三人被连续插刺胸部、腹部，邹朔、杨会芬当场死亡，邹成海经抢救无效死亡。

## 审判
2019年12月20日，成都市中级人民法院一审以故意杀人罪判处张志军死刑，剥夺政治权利终身。
2020年10月28日，四川省高级人民法院审判长王静宏以“被害人上门抢孙女”、“张志军是激情犯罪且有自首情节”、“张志军女儿以被害人‘家属’身份出具‘谅解书’”为由（实则家属抓住法律漏洞），二审改判张志军死缓。此外，王静宏藏匿二审判决书，将普通的刑事案件判决书在裁判文书网上列为“国家秘密”，导致被害人近亲属无法获取裁判书。在被害人的六名近亲属提出申诉并引起巨大社会争议后，2021年8月20日，四川省高级人民法院对该案进行再审，在四川绵阳监狱开庭审理。
2021年12月31日，四川省高级人民法院对原审被告人张志军故意杀人再审一案进行公开宣判，以故意杀人罪改判张志军死刑，剥夺政治权利终身。
2022年6月21日，张志军被执行死刑。

## 类似案件
- 李昌奎案，案发于2009年5月。2011年3月，云南省高级人民法院二审改判死缓。舆论压力下，改判死刑。